# Fryderyk (Baden-Durlach)
Fryderyk von Baden-Durlach (ur. 7 października 1703 w Stuttgarcie  – zm. 26 marca 1732 w Karlsruhe) - książę badeński.

## Życiorys
Syn margrabiego Badenii-Durlach Karola III Wilhelma i księżniczki wirtemberskiej Magdaleny Wilhelminy. Jego dziadkami byli: margrabia Fryderyk Magnus Badeński i Augusta Maria von Schleswig-Holstein-Gottorf oraz książę Wirtembergii Wilhelm Ludwik Wirtemberski i księżniczka Hesji-Darmstadt Magdalena Sybilla. 
3 czerwca 1727 poślubił księżniczkę orańską Annę Nassau-Dietz-Oranien, córkę księcia Oranii Jana Wilhelma i księżniczki Hesji-Kassel Marii Luizy. Para miała dwójkę dzieci:
- Karola Fryderyka (1728-1811) - margrabiego Badenii-Durlach, wielkiego księcia Badenii,
- Wilhelma Ludwika (1732-1788)